# Балдаки, Леонор
Леонор Балдаки (порт. Leonor Baldaque, 27 января 1977, Порту) — португальская киноактриса.

## Биография
Внучка известной португальской писательницы Агуштины Беса-Луиш. Дебютировала в 1998 в фильме «Беспокойство» Мануэла де Оливейры, снятом по роману Беса-Луиш; с тех пор снялась ещё в семи картинах Оливейры, причём некоторые из них также являются экранизациями прозы Беса-Луиш. Изучала филологию в Университете Порту, в 2000 уехала в Париж, училась в театральной школе Cours Florent. В 2003 фонд European Film Promotion назвал её в числе восходящих звёзд европейского кино. В 2009 вышла замуж, жила с мужем в Риме, написала на французском языке роман, опубликованный в 2012 издательством «Галлимар».
В настоящее время живёт в Риме, работает над вторым романом на итальянском материале. Кроме португальского, владеет английским, французским и итальянским языками.

## Творчество

### Фильмы
- 1998: Беспокойство/  Inquietude (Мануэл де Оливейра)
- 2000: Supercolla (Давид Бонневиль, короткометражный)
- 2001: Я иду домой/  Je rentre à la maison (Мануэл де Оливейра)
- 2001: Порту моего детства/ Porto da Minha Infância (Мануэл де Оливейра)
- 2002: Принцип неопределенности/  O Princípio da Incerteza (Мануэл де Оливейра)
- 2004: Пятая Империя/ O Quinto Império - Ontem Como Hoje (Мануэл де Оливейра)
- 2005: Maquete (Давид Бонневиль, короткометражный)
- 2005: Волшебное зеркало/ Espelho Mágico (Мануэл де Оливейра)
- 2005: Захват маяка/ A Conquista de Faro (Рита Азеведу Гомеш, короткометражный)
- 2006: Все еще красавица/ Belle Toujours (Мануэл де Оливейра)
- 2007: Христофор Колумб – загадка/ Cristóvão Colombo – O Enigma (Мануэл де Оливейра)
- 2009: Португальская монахиня/ La religieuse portugaise (Эжен Грин)

### Книги
- Vita, la vie légère. Paris: Gallimard, 2012.